# Желнов, Антон Юрьевич
Анто́н Ю́рьевич Желно́в (урожд. Желнова́ков; род. 23 декабря 1981, Нижний Тагил, Свердловская область) — российский журналист и телеведущий. Лауреат премии «ТЭФИ» в номинации «Лучший документальный проект» за фильм «Бродский не поэт».

## Биография
Родился 23 декабря 1981 года в городе Нижний Тагил. В 1984 году семья переехала в Москву.

### Образование
Окончил среднюю школу № 856 в Москве, в девятом классе поступил в киношколу при ВГИКе на Воробьевых горах.
В 1999 году поступил на факультет журналистики МГУ им. Ломоносова, кафедра телевидения и радиовещания. Университет окончил в 2004 году. Тема дипломной работы — «Бродский и Пушкин: соотношение культурных парадигм» (кафедра литературной критики, научный руководитель — профессор Владимир Новиков).

### Работа журналистом
Написал несколько работ по творчеству Бродского, одна из которых — «Возвращение» (о последнем стихотворении Бродского «Август») опубликовано в номере № 9 журнала «Знамя» за 2004 год.
Публиковался в разделах, посвящённых культуре, в газете «Ведомости» (2004—2007) и журнале «Русский репортёр». Не очень долгое время (в начале 2007 года) работал обозревателем прессы в московском бюро русской службы Радио Свобода.
Стажировался на телеканале НТВ в вечернем выпуске программы «Сегодня» Алексея Пивоварова.
В июле 2010 года спустя несколько месяцев после открытия телеканала «Дождь» стал продюсером канала, а впоследствии — политическим корреспондентом (освещение мероприятий с участием президента Владимира Путина). В течение 11 лет, вплоть до августа 2021 года — участник программы «Hard Day’s Night», ведущий программы «Игры престолов» и собственного авторского часа на канале. С 17 января 2013 года входил в «кремлёвский пул» журналистов.
С мая 2022 года — директор по видео-контенту российской редакции издания Forbes, автор и ведущий проекта Forbes Talk.

### Фильмография
- В 2014 году вместе с Николаем Картозией создал фильм «Бродский не поэт» для «Первого канала», фильм вышел в эфир 24 мая 2015 года (в день 75-летия Бродского). В июне 2015 года картина была удостоена премии «ТЭФИ» в номинации «Лучший документальный проект»[9].
- В 2016 году Картозия и Желнов также стали авторами фильма «Саша Соколов. Последний русский писатель», он был показан 10 февраля 2017 года на «Первом канале»[10].
- В 2018 году выступил автором и режиссёром фильма «Бедные люди. Кабаковы», посвящённого жизни и творчеству классиков российского современного искусства Ильи и Эмилии Кабаковых[11].
- В 2019 году снял документальный фильм «Сорокин трип» о писателе Владимире Сорокине.
- В 2021 году совместно с Денисом Катаевым стал автором фильма «Бондарчук. Battle», снятого к 101-летию со дня рождения Сергея Бондарчука[12].